# Cucullia clarior
Cucullia clarior är en fjärilsart som beskrevs av Fuchs 1904. Cucullia clarior ingår i släktet Cucullia och familjen nattflyn. Inga underarter finns listade i Catalogue of Life.